# La Iglesia de Jesucristo de los Santos de los Últimos Días en Malta

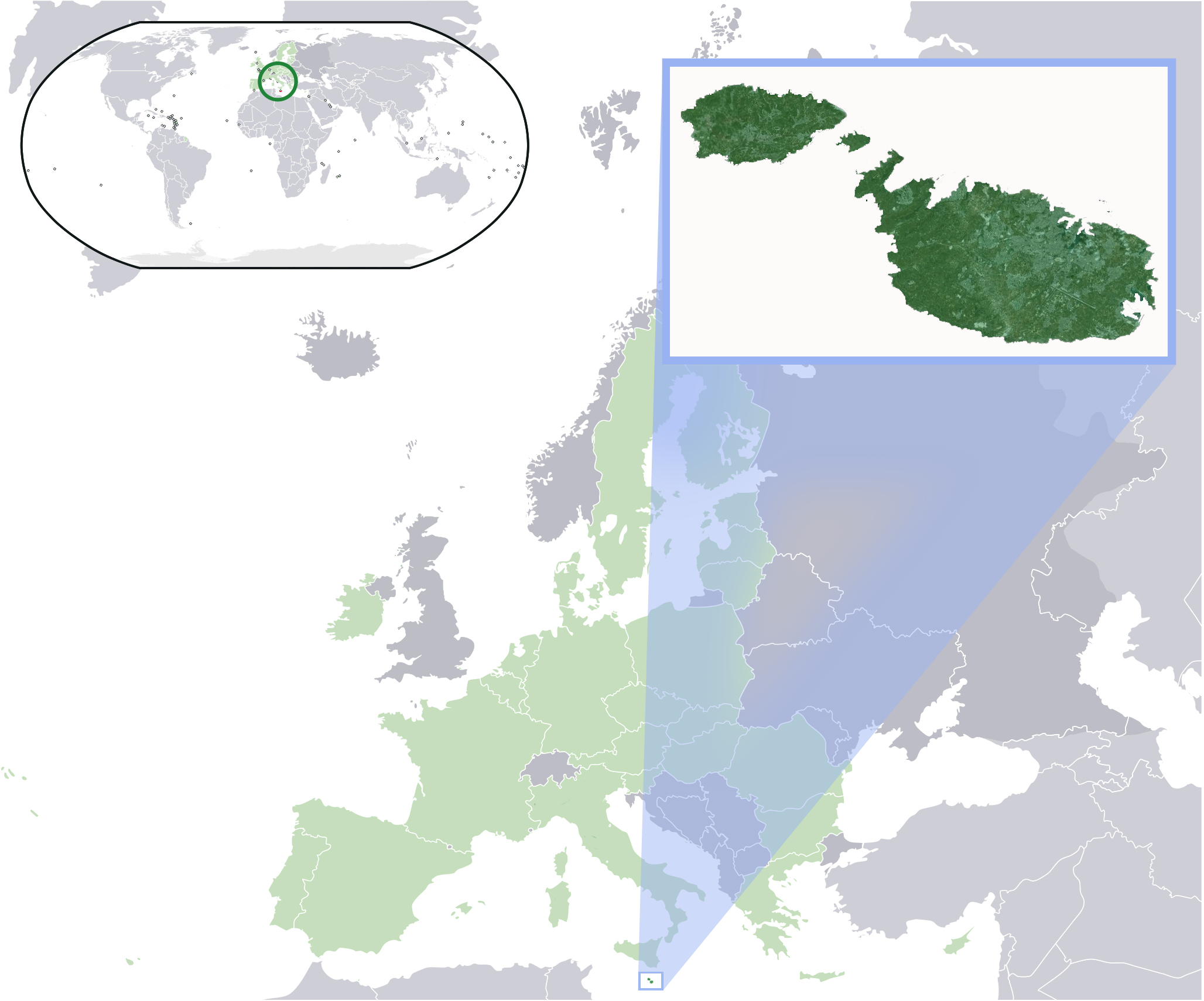
Localización de Malta. Lorenzo Snow fue el primero en introducir el Evangelio restaurado en este país en febrero de 1852.

Malta tuvo su primer contacto con la Iglesia de Jesucristo de los Santos de los Últimos Días (en maltés Knisja ta' Ġesù Kristu tal-Qaddisin tal-Aħħar Ġranet) cuando Lorenzo Snow, quien se encontraba en Italia como presidente de misión, se interesó por la isla. Debido a su localización y al hecho de que el maltés sea una lengua semítica escrita con alfabeto latino Snow vio la isla como un sitio desde el cual se podría llevar el evangelio a otros países. Después de visitar el país en febrero de 1852, Snow dejó a los élderes Jabez Woodard y Thomas Obray a cargo del esfuerzo misionero. Entre 1852 y 1856, se hizo algún progreso misionero que dio lugar a una rama de 25 personas.
Pero también había una gran oposición al trabajo de los misioneros y cuando la Guerra de Crimea dispersó a la mayoría del personal británico que se había unido a la Iglesia SUD, los esfuerzos misioneros en la isla cesaron.
Un siglo más tarde, en julio de 1979, se llevó a cabo un segundo intento en Malta cuando la Misión de Catania Italia envió a los élderes Victor Bonnici (de origen maltés) y Paul Anderson a la isla. Tuvieron buenos contactos con los habitantes pero debido a problemas de visado no pudieron estar el tiempo necesario para establecer una rama.

Localización de Naxxar, ciudad cercana a una casa de campo donde se reúnen los SUD malteses.

A principios de 1988, Rodger Gunn y Helen Gunn fueron enviados como pareja misionera a Malta. Asistidos por dos misioneros de la Misión Italia Catania, bautizados a varios malteses, establecieron una rama en Fgur (que se cerró en 1997) y patrocinaron tardes culturales y un seminario de historia familiar.
En 1990 se llevó a cabo la traducción de panfletos sobre la Iglesia SUD. En 1993 se estableció la Sociedad de Socorro abriéndose un año más tarde una rama en Mosta.
La rama se reúne en una antigua casa de campo cerca de Naxxar que los Gunns localizaron en la primavera de 1989. Fuera de la casa hay un estanque profundo que se utiliza como pila bautismal.
Emmanuel De Manuele, consejero del presidente de rama, paró frente a la Escuela Dominical y tradujo al maltés la canción, "Soy un hijo de Dios."